# Krakowianka
Krakowianka – struga długości około 4,5 km, dopływ Mielnicy, mający źródła na Wzgórzach Trzebnickich w Krakowianach (gmina Długołęka). Od nazwy tej miejscowości bierze się nazwa strugi. Płynie przez tereny rolnicze. Uchodzi do Mielnicy pomiędzy Bierzycami a Michałowicami (gmina Długołęka).
Nazwę Krakowianka dla tego cieku wprowadzono urzędowo zarządzeniem w 1951 r.. Nazwa Krakowianka dla cieku jako dopływu Mielnicy stosowana jest w Państwowym Rejestrze Nazw Geograficznych i na Mapie podziału hydrograficznego Polski Krajowego Zarządu Gospodarki Wodnej. Na mapach miejscowych planów zagospodarowania przestrzennego gminy Długołęka podano, że Krakowianka nie uchodzi do Mielnicy, tylko do Dobrej, nazywając dolny odcinek Mielnicy Krakowianką. Dodatkowo publikacja Nazewnictwo geograficzne Polski. Tom 1. Hydronimy opracowana przez Komisję Nazw Miejscowości i Obiektów Fizjograficznych i wydana przez Główny Urząd Geodezji i Kartografii nie uwzględnia nazwy Mielnica, wymienia zaś nazwę Krakowianka podając, że jest to potok uchodzący do Dobrej (podane współrzędne ujścia Krakowianki są faktycznymi współrzędnymi ujścia Mielnicy).